# Штангль, Инноценц
Инноценц Штангль (11 марта 1911 года — 23 марта 1991 года) — бывший немецкий гимнаст. На летних Олимпийских играх 1936 года завоевал командную золотую медаль. Его лучшим результатом в индивидуальных соревнованиях было четвёртое место в соревнованиях на турнике.

## Биография
Инноценц Штангль родился 11 марта 1911 в коммуне Езенванг, Германия.
Штангль был одиннадцатым ребенком в бедной немецкой семье. Занимался гимнастикой, принимал участие в соревнованиях. С 1931 года работал в почтовом отделении Brucker, потом состоял на службе в полиции.
На Олимпийских играх в Берлине соревновался в семи упражнениях, но нигде не завоевывал медалей. Золотую медаль получил в командных соревнованиях.
В последующие годы Штангль работал тренером в Гданьске и Мюнхене. В годы второй мировой войны служил радистом, был в американском и в русском плену. После побега из плена в Чехословакии, работал в текстильной промышленности. Продолжая занятия спортом, он в 1947 году победил на чемпионате Германии по пятиборью. В последующие годы он работал учителем физкультуры в школах. Получив в 1969 году повреждение шейного позвонка, он вышел досрочно в отставку. Свои последние годы он провел в доме для престарелых в его родном Езенванге.

## Память
Именем спортсмена названо придуманное им сальто. Его имя носит улица в коммуне Езенванг и спортивный клуб TSV Езенванг.